# Alsace Manor
Alsace Manor è una comunità priva di personalità giuridica, e quindi indicata solo ai fini statistici di un censimento (un census-designated place o CDP) degli Stati Uniti d'America, situata nello stato della Pennsylvania, nella contea di Berks. Si trova circa una decina di chilometri a nord-est del capoluogo di contea Reading. Nel censimento del 2010 la popolazione risultava di 478 persone.